# Syzeton shibatai
Syzeton shibatai es una especie de coleóptero de la familia Aderidae.

## Distribución geográfica
Habita en Japón.